# Guldbaggen för bästa visuella effekter
Guldbaggen för bästa visuella effekter har delats ut sedan den 47:e galan, Guldbaggegalan 2012. 
Priset föregicks av Guldbaggen för särskilda insatser, som slopades inför 2012 års gala i och med införandet av sammanlagt sju nya kategorier.

## Vinnare och nominerade
Vinnare presenteras överst i fetstil och gul färg, och övriga nominerade för samma år följer under. Året avser det år som filmerna hade premiär i Sverige, varpå de tilldelades priset på galan därefter.

### Tidiga pristagare
För åren 2000 till 2010 delades Guldbaggen för bästa prestation (t.o.m. 2006) och Guldbaggen för särskilda insatser (fr.o.m. 2007), ut till filmarbetare i yrken som saknade egna kategorier, inklusive effekttekniker. Ingen effekttekniker tilldelades dock någon bagge.
Guldbaggen för kreativa insatser tilldelades dock vid ett tillfälle en effekttekniker: Bengt Schöldström prisades för året 1993.

### 2010-talet
| År          | Film                                              | Effekttekniker                                                    |
| ----------- | ------------------------------------------------- | ----------------------------------------------------------------- |
| 2011 (47:e) | Kronjuvelerna                                     | Håkan Blomdahl och Torbjörn Olsson                                |
| 2011 (47:e) | Gränsen                                           | Johan Harnesk                                                     |
| 2011 (47:e) | Simon och ekarna                                  | Marcus B Brodersen och Lars-Eric Hansen                           |
| 2012 (48:e) | Isdraken                                          | Andreas Hylander                                                  |
| 2012 (48:e) | Call Girl                                         | Tim Morris                                                        |
| 2012 (48:e) | Hamilton – I nationens intresse                   | Torbjörn Olsson                                                   |
| 2013 (49:e) | Inget pris gavs ut dessa år                       |                                                                   |
| 2014 (50:e) | Inget pris gavs ut dessa år                       |                                                                   |
| 2015 (51:a) | Lasse-Majas detektivbyrå – Stella Nostra          | Torbjörn Olsson, Fredrik Pihl, Robert Södergren och Joel Sundberg |
| 2015 (51:a) | Cirkeln                                           | IXOR                                                              |
| 2015 (51:a) | En man som heter Ove                              | Torbjörn Olsson                                                   |
| 2016 (52:a) | Hundraettåringen som smet från notan och försvann | Fredrik Nord                                                      |
| 2016 (52:a) | Siv sover vilse                                   | Henrik Klein och Petter Lindblad                                  |
| 2016 (52:a) | Upp i det blå                                     | Tomas Näslund                                                     |
| 2017 (53:e) | Borg                                              | Torbjörn Olsson och Alex Hansson                                  |
| 2017 (53:e) | Korparna                                          | Torbjörn Olsson                                                   |
| 2017 (53:e) | Monky                                             | Alex Hansson och Chris Stenner                                    |
| 2018 (54:e) | Gräns                                             | Peter Hjorth                                                      |
| 2018 (54:e) | Den blomstertid nu kommer                         | Crazy Pictures och Jacob Danell                                   |
| 2018 (54:e) | Sune vs Sune                                      | Fredrik Pihl                                                      |
| 2019 (55:e) | Aniara                                            | Andreas Wicklund, Per Jonsson och Arild Andersson                 |
| 2019 (55:e) | 438 dagar                                         | Torbjörn Olsson                                                   |
| 2019 (55:e) | Eld & lågor                                       | Bert Deruyck och Kaj Steveman                                     |

### 2020-talet
| År          | Film                                   | Effekttekniker                                                              |
| ----------- | -------------------------------------- | --------------------------------------------------------------------------- |
| 2020 (56:e) | Breaking Surface                       | Jelmen Palsterman och Tony Kock                                             |
| 2020 (56:e) | Andra sidan                            | Oskar Mellander, Petter Bergmar, Håkan Ossiann, Anders Nyman och Per Nyman  |
| 2020 (56:e) | Se upp för Jönssonligan                | Chimney VFX                                                                 |
| 2021 (57:e) | Utvandrarna                            | Alex Hansson och Torbjörn Olsson                                            |
| 2021 (57:e) | Clara Sola                             | Ronald Grauer                                                               |
| 2021 (57:e) | Sagan om Karl-Bertil Jonssons julafton | Martin Malmqvist                                                            |
| 2022 (58:e) | Svart krabba                           | Simon Sandin                                                                |
| 2022 (58:e) | Triangle of Sadness                    | Peter Hjorth, Peter Toggeth Karlsson och Ludwig Källén                      |
| 2022 (58:e) | UFO Sweden                             | Jacob Danell och Crazy Pictures                                             |
| 2023 (59:e) | Avgrunden                              | Nora Berecoechea och Stefan Rycken                                          |
| 2023 (59:e) | Hammarskjöld                           | Jacob Otterström och Torbjörn Olsson                                        |
| 2023 (59:e) | Konferensen                            | Alan Banis och Andreas Hylander                                             |
| 2024 (60:e) | Den svenska torpeden                   | Sami Haartemo, Mikko Löppönen, Teemu Pitkänen, Ville Pätsi och Jacob Danell |
| 2024 (60:e) | Stockholm Bloodbath                    | Fredrik Nord och Jacob Gåfvels                                              |
| 2024 (60:e) | XXL                                    | Simon Öster och Kevin Gullberg                                              |